# Marco Liorni
Marco Liorni (Roma, 6 de agosto de 1965) es un conductor televisivo actor y actor de voz italiano que trabaja en televisión, es el presentador de El legado en italia desde 2024, ex presentador de Reacion a cadena (2019-2024).

## Filmografía

### Conductor televisivo
- Il candidato (Mediaset Premium, 2006)
- Tutti pazzi per i reality (Canale 5, 2006)
- Giffoni Film Festival (Canale 5, 2006)
- Sfilata d'amore e moda (Rete 4, 2006)
- GF mania (Italia 1, 2007)
- The Singing Office (Sky, 2008)
- I sogni son desideri (Rai 1, 2009)
- Italia Fan Club Music Awards (Rai 2, 2009)
- Francesco - Il frate piccolino (Rai 1, 2010)
- Tra cielo e terra (Marcopolo, 2010-2011)
- Perfetti innamorati (Rai 1, 2011)
- ItaliaSì! (Rai 1, 2018-2023)
- Reazione a catena - L'intesa vincente (Rai 1, 2019-2023)
- Sanremo Giovani (2019)
- ItaliaSì! Giorno per giorno (Rai 1, 2020)

### Actor
- Médico de familia - serie de televisión (España; 1995-1999)
- Notte prima degli esami - película (2006)
- Non dirlo al mio capo - serie de televisión (2016-2018)